# 里卡德·里卡德松
里卡德·里卡德松（瑞典語：Richard Richardsson，1974年2月1日—），瑞典男子单板滑雪运动员。他曾代表瑞典参加1998年、2002年和2006年冬季奥林匹克运动会单板滑雪比赛，获得一枚银牌。